# The Vanishing (película de 1993)
The Vanishing (en España, Secuestrada; en Hispanoamérica, El rapto) es una película estadounidense de suspense de 1993 dirigida por George Sluizer y con actuación de Jeff Bridges, Kiefer Sutherland, Nancy Travis y Sandra Bullock. Fue estrenada el 5 de febrero de 1993 en Estados Unidos. Es el remake estadounidense de Spoorloos (1988), que fue dirigida también por George Sluizer.

## Argumento
De vuelta a casa, Jeff (Kiefer Sutherland) y Diana (Sandra Bullock), una joven pareja, paran en un área de servicio para comprar algo de beber. Mientras que Diana se ocupa de ello, Jeff la espera en el coche, pero pasa el tiempo y Diana no vuelve. 
Tres años después, Jeff sigue obsesionado por encontrar a Diana. Empeñado en averiguar qué le ocurrió, e ignorado por la policía, Jeff ha dedicado todo su esfuerzo en dejar fotografías en los bares. Cuando años después pierde la esperanza y decide abandonar la búsqueda, un desconocido se pone en contacto con él.

## Recepción crítica y comercial
La recepción comercial de la película fue más bien pobre, recaudando unos escasos 14 millones en la taquilla estadounidense, se desconoce cuál fue el presupuesto y las recaudaciones internacionales.
La crítica le otorgó un 43% de comentarios positivos, según la página de internet Rotten Tomatoes.

## DVD
Secuestrada salió a la venta el 29 de mayo de 2002 en España, en formato DVD. El disco contiene el tráiler cinematográfico.